# فاناكولا (مقاطعة بولفا)
فاناكولا (بالإنجليزية: Vanaküla, Põlva County)‏ هي قرية تقع في إستونيا في Põlva Parish.